# Willi Kaufmann

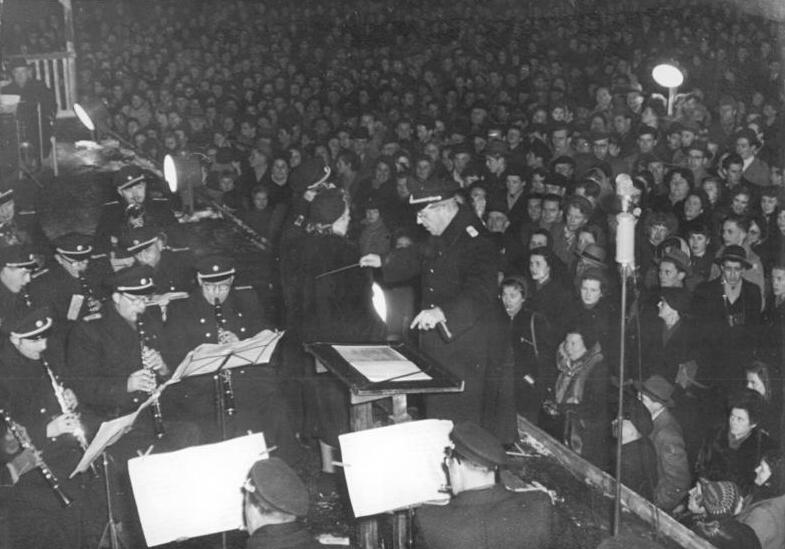
Das Orchester der Volkspolizei unter Leitung von Willi Kaufmann spielt zum Tanz auf (1954)

Willi Kaufmann (* 7. September 1908; † 1978) war ein deutscher Komponist und Musikinspizient der Deutschen Volkspolizei.

## Leben
Kaufmann besuchte das Dresdner Konservatorium. Daraufhin nahm er vom April 1937 bis Oktober 1939 das Musikmeisterstudium an der Staatlichen Hochschule für Musik Berlin auf und wurde zum Musikmeister ernannt. Als Leiter des Musikkorps des Schützen-Regiments 52 nahm Kaufmann am Unternehmen Barbarossa teil und wurde 1941 in der Nähe von der Stadt Kopys in Weißrussland gefangen genommen. Bis 1947 war er in sowjetischer Kriegsgefangenschaft. Während der Gefangenschaft gründete er Musikorchester in mehreren sowjetischen Kriegsgefangenenlagern. Als Leiter eines Lagerorchesters umrahmte er musikalisch die Gründungsversammlung des Nationalkomitees Freies Deutschland.
Der Oberst-Musikmeister der DDR-Volkspolizei bildete Ende 1954 in Peking einen chinesischen Heeresmusikzug aus, wofür er den Orden „Held der chinesischen Volksbefreiungsarmee“ erhielt.
Am 1. Oktober 1948 wurde in Berlin als erstes uniformiertes Blasorchester nach dem Ende des 2. Weltkrieges das Orchester der Deutschen Volkspolizei gegründet. Musikdirektor Willi Kaufmann wurde Chefdirigent, zugleich auch Musikinspizient der Deutschen Volkspolizei. Im April 1958 erfolgte die Umbenennung in Zentrales Orchester des Ministeriums des Innern der DDR. 1960 gab er die Leitung ab, behielt aber den Posten des Musikinspizienten der Volkspolizei. Sein Nachfolger wurde Wolfgang Arendt und bis 1990 Helmut Sommer.
Kaufmann war Mitglied der SED. Innerhalb der Volkspolizei bekleidete er den Rang eines Obersten. 1958 wurde er mit dem Vaterländischen Verdienstorden in Bronze ausgezeichnet.

## Werke

### Werke für Blasorchester
- Antifa Marsch Nr. 3
- Der kleine Trompeter (Marsch)
- Die Bereitschaft ist bereit (T.: Max Zimmering)
- Junge Volkspolizisten (Marsch)
- Marsch der Kampfgruppen der Arbeiterklasse (T.: Max Zimmering)
- Präsentiermarsch der Deutschen Volkspolizei
- Volkspolizisten voran (Parademarsch Nr. 1 der Deutschen Volkspolizei)
- Unsere Volkspolizei (Marsch)
- Unsere Volkspolizei-Bereitschaften (Marsch)